# Elsa Nöbbe

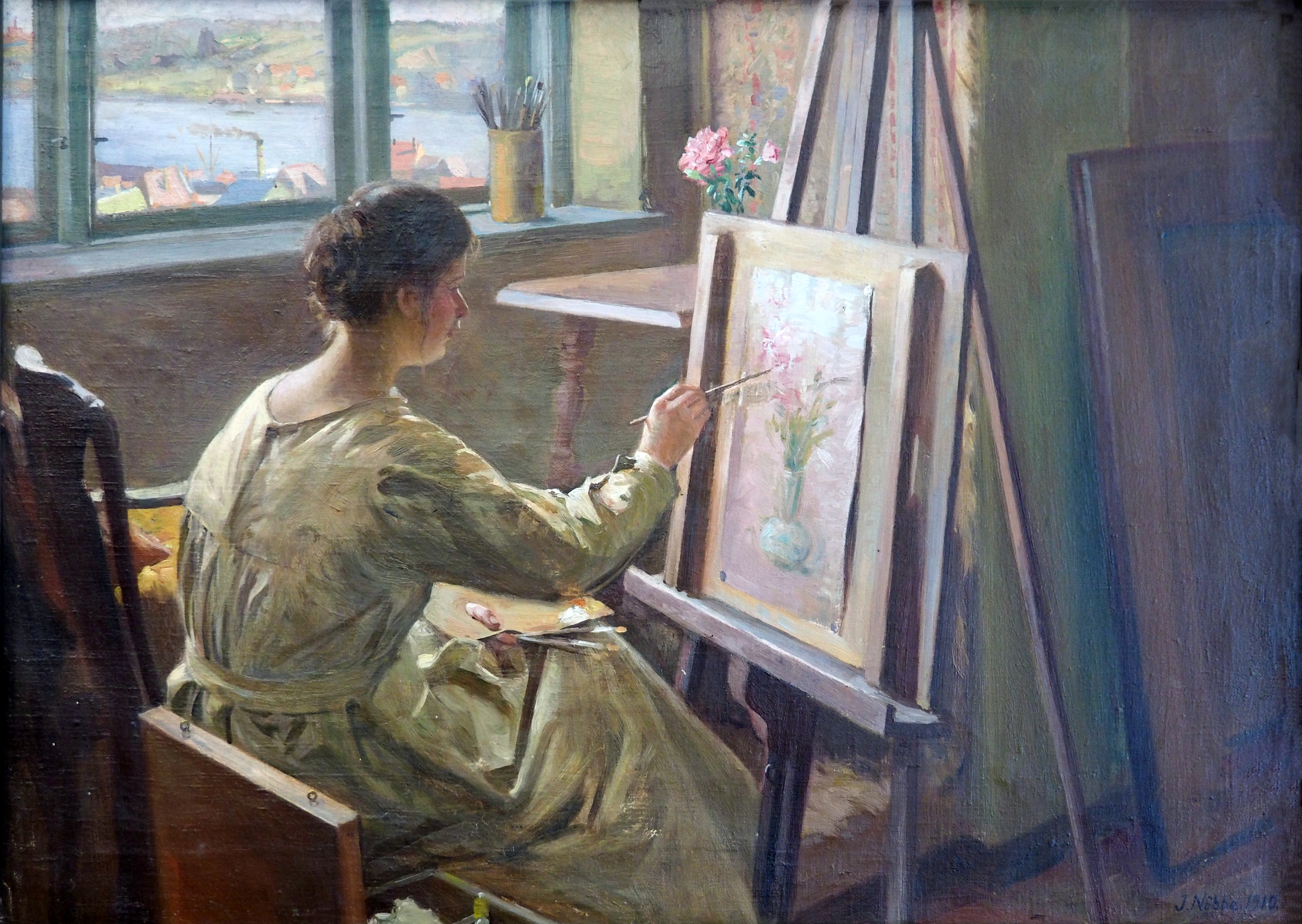
Elsa Nöbbe beim Malen. Gemälde von Jacob Nöbbe

Elsa Carola Ide Nöbbe auch Elsa Nøbbe (* 17. Juli 1892 in Flensburg; † 31. Oktober 1968 auf Rømø) war eine deutsche Malerin.

## Leben

### Familie
Elsa Nöbbe war die Tochter des Malers Jacob Nöbbe und dessen Ehefrau Maria (geb. Schlaikier) (* 2. Juli 1871 in Lügumkloster; † 8. Mai 1924), die ebenfalls zeichnerisch tätig war; ihre Geschwister waren ihre Schwester Charlotte und der Historiker, Maler und Journalist Erwin Nöbbe.
Nach dem Tod ihrer Mutter zog sie gemeinsam mit ihrer Schwester nach Kopenhagen.
Ihr Vater hatte 1910 von dem Maler August Wilckens ein kleines Haus in Sønderho auf der Insel Fanø erworben, in dem die Familie regelmäßig ihre Sommeraufenthalte verbrachte; nachdem sie dieses Haus, nach dem Tod ihres Vaters, gemeinsam mit ihrer Schwester Charlotte geerbt hatte, lebte sie seit den 1930er-Jahren dort bis um 1945.
Während eines Ferienaufenthaltes starb sie auf der Insel Rømø.

### Werdegang
Bereits als Schulmädchen begleitete Elsa Nöbbe ihren Vater und im Alter von sechzehn Jahren malte sie in der Ekensunder Künstlerkolonie mit. In dieser Zeit gehörte sie zusammen mit ihrer Schwester Charlotte der Flensburger Wandervogelbewegung an und stand in freundschaftlichem Kontakt zur Grafikerin und Bildschnitzerin Anna Hochreuter (1898–1928).
Nach ihrer Ausbildung an der Kunstgewerblichen Fachschule in Flensburg besuchte sie von 1918 bis 1920 die Damenakademie des Künstlerinnenvereins in München; 1924 ging sie dann nach Kopenhagen, wo sie unter anderem Kleider für Damen der Oberschicht entwarf und nähte.
1925/1926 reiste sie mit ihrer Schwester zu einer Studienreise nach Italien, um dort über den Winter die italienischen Künstler zu studieren.

### Künstlerisches Wirken
Im Atelier von Elsa Nöbbe in Sønderho malte sie nicht nur friesische Interieurbilder und Porträts in Öl und Aquarell, sondern webte dort auch Wandteppiche, deren Figuren durch mittelalterliche Kalkmalereien inspiriert waren. Sie stand in engem Kontakt zu den Malern Gert (auch Martin) Konopacki (1895–1963) und Annemarie Hansen und stellte häufiger mit anderen auf Fanø arbeitenden Künstlern ihre Werke aus.
In ihren Bildern brachte sie figurative Malerei mit Inspirationen aus dem Expressionismus zum Ausdruck.

## Werke (Auswahl)
- Werke von Elsa Nöbbe befinden sich im Kunstmuseum Fanø.[4]